# Tiarno di Sotto
Tiarno di Sotto là một đô thị ở tỉnh Trento ở vùng Trentino-Alto Adige/Südtirol của Ý, tọa lạc cách 40 km về phía tây nam của Trento. Tại thời điểm ngày 31 tháng 12 năm 2004, đô thị này có dân số 704 người và diện tích là 9,2 km².
Tiarno di Sotto giáp các đô thị: Bezzecca và Tiarno di Sopra.